# Tipula (Acutipula) calcar
Tipula (Acutipula) calcar is een tweevleugelige uit de familie langpootmuggen (Tipulidae). De soort komt voor in het Afrotropisch gebied.